# Sailly-Saillisel
Sailly-Saillisel is een gemeente in het Franse departement Somme (regio Hauts-de-France) en telt 410 inwoners (1999). De plaats maakt deel uit van het arrondissement Péronne.

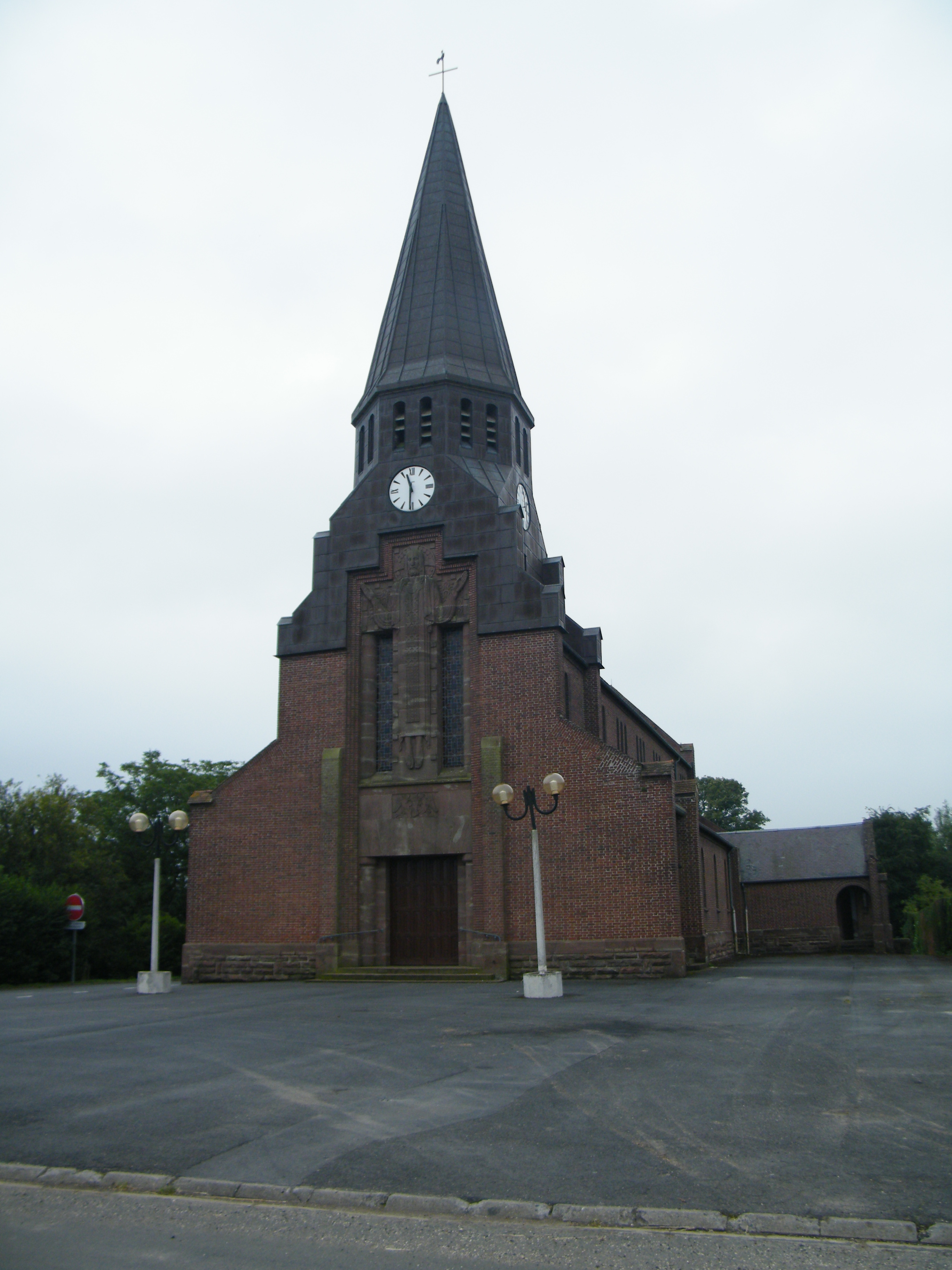
Kerk van Sailly-Saillisel
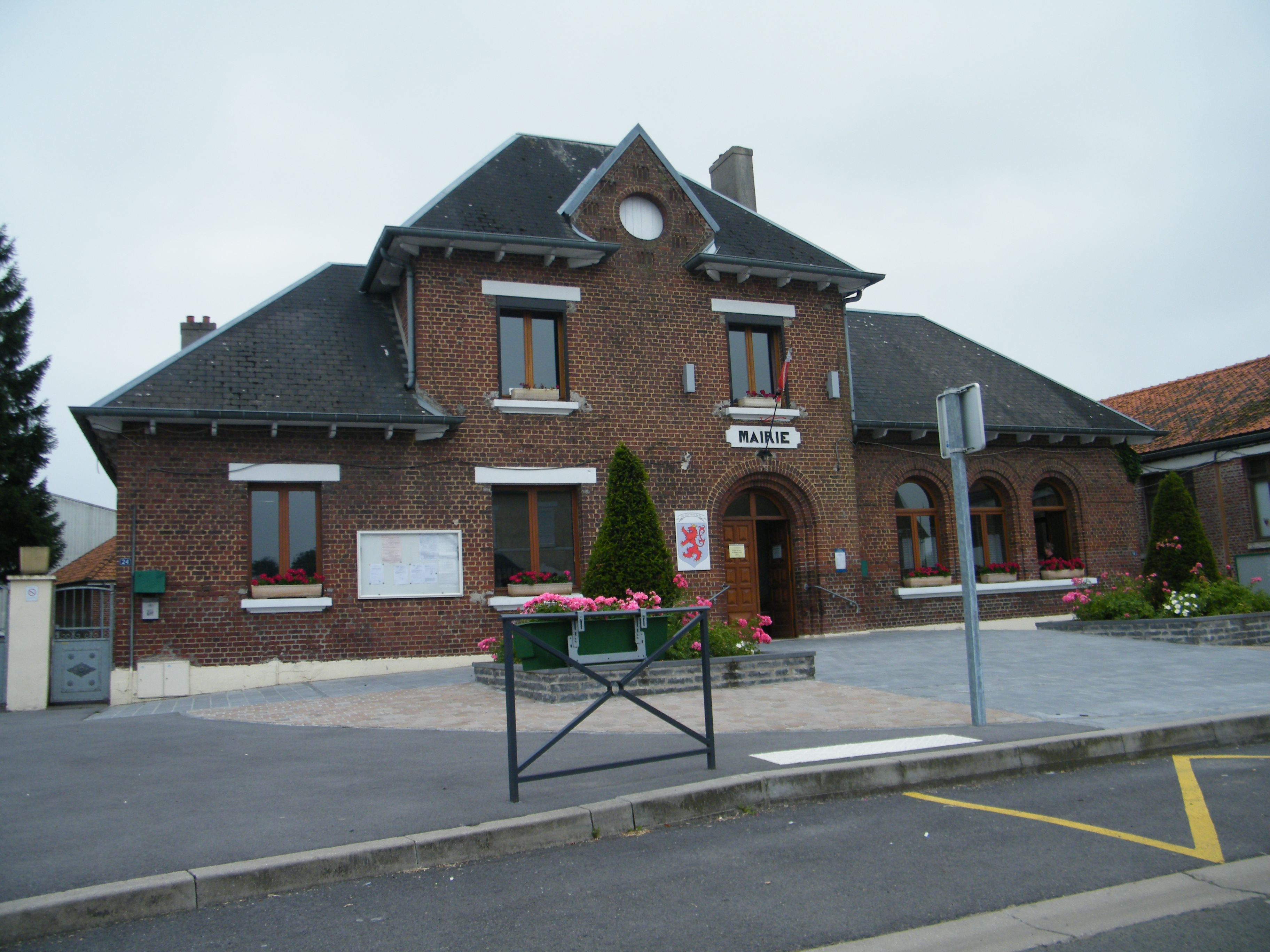
Gemeentehuis

## Geografie
De oppervlakte van Sailly-Saillisel bedraagt 9,5 km², de bevolkingsdichtheid is 43,2 inwoners per km².
De onderstaande kaart toont de ligging van Sailly-Saillisel met de belangrijkste infrastructuur en aangrenzende gemeenten.

## Demografie
Onderstaande figuur toont het verloop van het inwonertal (bron: INSEE-tellingen).

## Historiek
Slagveld tijdes de slag van Bapaume (1871) tijdens de Frans-Pruisische oorlog van 1870-1871.
Slagveld tijdens de Slag aan de Somme tijdens de Eerste Wereldoorlog van 1914-1918. Het was in Sailly-Saillisel dat de opmars van de geallieerden eindigde tijdens de Slag aan de Somme in 1916. Op het Sailly-Saillisel British Cemetery liggen 471 gesneuvelden uit de Eerste Wereldoorlog begraven. 